# هکتور ویرا
هکتور ویرا (اسپانیایی: Héctor Veira‎؛ زادهٔ ۲۹ مهٔ ۱۹۴۶) بازیکن فوتبال اهل آرژانتین است.

## باشگاهی
از باشگاه‌هایی که در آن بازی کرده‌است می‌توان به باشگاه ورزشی سن لورنسو آلماگرو، باشگاه فوتبال کورینتیانس، باشگاه فوتبال اتلتیکو هوراکان، باشگاه فوتبال اونیورسیداد شیلی، باشگاه فوتبال بانفیلد، باشگاه فوتبال سویا اشاره کرد.

## تیم ملی
وی همچنین در تیم ملی فوتبال آرژانتین بازی کرده‌است.